# Shimauta
Shimauta (島唄, Bài hát đảo) là bài hát bán chạy nhất của ban nhạc THE BOOM và nổi tiếng không chỉ ở Nhật Bản mà còn ở nước ngoài, nhất là Argentina và Hawaii.
Vốn có một thể loại dân ca Ryūkyū tên là shimauta. Tuy nhiên, sau khi Miyazawa Kazufumi, leader của ban nhạc THE BOOM sáng tác bài Shimauta của mình, người ta biết đến bài hát hiện đại này nhiều hơn. Miyazawa sáng tác bài này sau một chuyến du lịch chụp ảnh ở Okinawa. Bài hát là sự kết hợp giữa phong cách nhạc pop-rock với âm nhạc Okinawa qua giai điệu nhạc dân gian Ryūkyū, diễn tấu sanshin và lời bài hát có cả một số từ ngữ địa phương Ryūkyū.
Tháng 1 năm 1992, THE BOOM đã giới thiệu bài hát này trong album Shishunki. Tháng 12 cùng năm, THE BOOM đã phát hành thêm đĩa nhạc bài hát này thể hiện bằng ngôn ngữ Ryūkyū để làm nhạc cho chương trình quảng cáo thứ rượu awamori Kurosshi của công ty Mizuhoshuzo. Riêng ở Okinawa, THE BOOM đã bán được 1 vạn đĩa bài hát này, và trên toàn quốc bán được gần 50 vạn đĩa. Ban đầu, THE BOOM không có ý định phát hành đĩa đơn bài Shimauta bằng tiếng Nhật Bản phổ thông, nhưng sau khi bài hát tạo nên cơn sốt ở Okinawa và có nhiều lời khuyên, ban nhạc đã phát hành đĩa đơn bài này vào năm 1993. Kết quả là 150 vạn đĩa đã được bán ra trên toàn quốc. THE BOOM đã được mời biểu diễn bài này trong đêm hội NHK Kōhaku Uta Gassen đêm giao thừa năm 1993. Bài hát đã giành được giải bài hát hay nhất của Giải thưởng Lớn Ghi âm Nhật Bản lần thứ 35.
Năm 2001 ở Argentina, Alfredo Casero đã thể hiện bài này bằng nguyên tiếng Nhật và giành được 3 giải tại Premios Gardel và đã từng đứng đầu bảng xếp hạng ở nước này suốt 6 tháng. Năm 2002, một đĩa nhạc gồm bài do THE BOOM thể hiện và bài do Casero thể hiện đã được phát hành và bán được trên 10 vạn đĩa. Shimauta với danh nghĩa là bài hát của liên danh THE BOOM và Casero lại được mời biểu diễn tại NHK Kōhaku Uta Gassen đêm giao thừa năm 2002.
Shimauta còn được nhiều ca sĩ khác thể hiện lại rất thành công, như GACKT, Natsukawa Rimi, Kato Tokiko, Kuraki Mai, Plastiko, và Andrew W.K. (hát bằng tiếng Anh).